# Achille Colas
Achille Colas (Blois, 16 agosto 1874 – 15 febbraio 1954) è stato un ciclista su strada francese.
Professionista nel 1904, conta un ottavo posto al Tour de France.

## Carriera
Corse per la Davignon nel 1904. Partecipò al Tour de France di quell'anno classificandosi ottavo nella generale con un distacco di 25 ore, 9 minuti e 50 secondi dal vincitore Henri Cornet.

## Piazzamenti

### Grandi Giri
- Tour de France

1904: 8º